# Dance of December Souls
Dance of December Souls es el primer álbum de estudio de la banda sueca de doom metal Katatonia, publicado en 1993 en el sello No Fashion Records en formato CD, mientras que en LP salió por Helion Records. Este álbum no fue publicado en los Estados Unidos hasta 1999, cuando lo hizo por Century Media Records. Dance of December Souls fue reeditado en 2004 con nueva portada por Black Lodge, un lanzamiento que no fue apoyado por la banda según un comunicado publicado en su página web oficial. Posteriormente fue reeditado de nuevo en 2007 junto con las cinco canciones del EP Jhva Elohim Meth. Aunque el disco tiene como base la explosión (por esos años) del death/doom, el estilo vocal usado por Jonas Renkse en este álbum tiene un tinte que procede del black metal, es decir, más que guturales profundos, se aplican guturales raspados y agudos, por lo que también se habla de Dance of December Souls como un disco de black/doom.
Anders Nyström confesó en una entrevista que este disco jamás hubiese sido posible si es que en los primeros ensayos para este disco Jonas no hubiera tenido un mal día al tocar la batería y Dan Swanö no le hubiese aconsejado bajar el ritmo y tempo al tocarla.
Fue producido por Dan Swanö, miembro de Edge of Sanity por aquel entonces, y que además aparece tocando los teclados con el seudónimo de Day DiSyraah.

## Lista de miembros
- Música compuesta por Blackheim. Letras de Lord J. Renske. Arreglos de Blackheim y Lord J. Renske.

1. "Seven Dreaming Souls (Intro)" - 0:45
2. "Gateways of Bereavement" - 8:15
3. "In Silence Enshrined" - 6:30
4. "Without God" - 6:51
5. "Elohim Meth" - 1:42
6. "Velvet Thorns (of Drynwhyl)" - 13:56
7. "Tomb of Insomnia" - 13:09
8. "Dancing December" - 2:18

## Créditos
- Blackheim – guitarras
- Lord J. Renkse – batería, percusión y voces
- Israphel Wing – bajo
- Day DiSyraah – teclados
- Dan Swanö - producción